# Albitreccia
Albitreccia é uma comuna francesa na região administrativa de Córsega, no departamento de Córsega do Sul. Estende-se por uma área de 45.76 km². 